# Trichodes octopunctatus
El escarabajo de ocho puntos (Trichodes octopunctatus) es una especie de insecto coleóptero perteneciente a la familia Cleridae, subfamilia Clerinae. Se puede encontrar en España, Francia e Italia.